# Entyloma bellidis
Entyloma bellidis Krieg. – gatunek podstawczaków należący do rodziny Entylomataceae. Grzyb mikroskopijny, pasożyt roślin z rodzajów stokrotka (Bellis) i Astranthium.

## Systematyka
Pozycja w klasyfikacji według Index Fungorum: Entyloma, Entylomataceae, Entylomatales, Exobasidiomycetidae, Exobasidiomycetes, Ustilaginomycotina, Basidiomycota, Fungi.
Po raz pierwszy opisał go w 1899 r. Karl Wilhelm Krieger na liściach stokrotki pospolitej w Niemczech. Synonimy:

- Cylindrosporium thrinciae Maire ex Sacc. & Trotter 1912
- Cylindrosporium thrinciae Maire 1907
- Entyloma calendulae f. bellidis (Krieg.) Ainsw. & Sampson 1950
- Entyloma compositarum var. bellidis (Krieg.) Cif., 1963
- Entyloma thrinciae Maire 1907
- Entylomella bellidis Cif 1959
- Entylomella thrinciae (Maire ex Sacc. & Trotter) Cif. 1959[3].

## Charakterystyka
Na porażonych liściach powoduje powstawanie okrągłych, prawie płaskich plam o średnicy 1–5 mm, początkowo białawych lub żółtawych, w końcu brązowych. Wewnątrz plam tworzą się duże, gładkie, szkliste do bladożółtych zarodniki o wymiarach 9–15 µm.
Znane jest występowanie Entyloma bellidis w niektórych krajach Europy. W Polsce pierwsze stanowisko podano w 1938 r., następne w 1973 r.
Pasożyt jednodomowy, wąski oligofag. Jego żywicielami są niektóre gatunki z rodziny astrowatych. Podano jego występowanie na liściach stokrotki pospolitej (Bellis perennis), Bellis sylvestris i Astranthium integrifolium.